# Party (Chris Brown)
Party è un singolo del cantante statunitense Chris Brown, secondo estratto dal suo ottavo album in studio Heartbreak on a Full Moon. È stato pubblicato il 16 dicembre del 2016 dalla RCA Records.

## Classifiche
| Classifica (2016)           | Posizione massima |
| --------------------------- | ----------------- |
| Australia                   | 82                |
| Canada                      | 50                |
| Francia                     | 84                |
| Nuova Zelanda               | 41                |
| Regno Unito                 | 68                |
| Stati Uniti                 | 40                |
| Stati Uniti (R&B & hip hop) | 15                |